# Acapulco
Acapulco de Juárez ist die größte Stadt des Bundesstaats Guerrero in Mexiko und Verwaltungssitz des gleichnamigen Municipio Acapulco de Juárez, welches noch 169 weitere kleinere Orte in der Umgebung der Stadt umfasst. Umgangssprachlich ist sie als „Acapulco“ bekannt. Acapulco liegt am Pazifik und war neben seiner wirtschaftlichen Bedeutung als Industriehafen vor allem als internationaler Urlaubsort bekannt, bevor ausufernde Kriminalität (Diebstahl, Drogen) den Tourismus zurückdrängte.

## Geschichte
Die ältesten Funde (getöpferte Utensilien und Werkzeuge zum Mahlen von Getreide) stammen aus dem 3. Jahrtausend v. Chr. Spätere Funde zeigen kurvenreiche weibliche Figuren. Es gibt Hypothesen, wonach es um den Beginn der Zeitrechnung herum Einfluss aus Polynesien gegeben haben soll. Artefakte, die auch im Hochland von Mexiko gefunden wurden, deuten auf Tributzahlungen und Handelsbeziehungen hin. Acapulco dürfte aber nie vollständig unter der Kontrolle der Mixteken, Azteken und anderer gewesen sein.
Gegen Ende der präkolonialen Zeit war Acapulco – der Name stammt aus dem Nahuatl und bedeutet „Ebene des dichten Schilfs“ – nicht mehr als ein vielleicht etwas größeres Fischerdorf.
Nach der Eroberung Mexikos durch die Spanier nutzten diese die Bucht von Acapulco mehrfach als natürlichen Hafen. Im Jahr 1550 legten spanische Kolonisten eine dauerhafte Siedlung an. Acapulco entwickelte sich bald zum wichtigsten Pazifikhafen Mexikos; hier kreuzten sich die Handelswege zwischen Spanien und China sowie zwischen Italien und Japan – wie es im hymnischen Versgedicht La grandeza mexicana von Bernardo de Balbuena aus dem Jahr 1601 heißt. Wichtigste Handelsware war lange Zeit ein großer Teil des in den Minen Nord-, Mittel- und Südamerikas geförderten Silbers, welches über die Philippinen (Manila) nach China exportiert wurde, wo es für die Münzprägung gebraucht wurde.

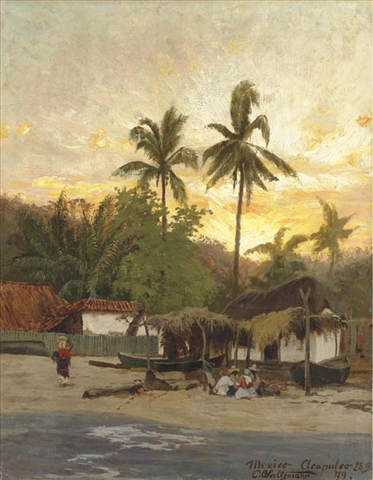
Carl Saltzmann: Ansicht von Acapulco, 1879

Am 23. März 1803 landete Alexander von Humboldt auf seiner Amerikareise in Acapulco, um von dort Mexiko zu erkunden.
In Folge des Drogenkriegs in Mexiko wurde Acapulco im 2010er Jahrzehnt, gemessen an der Mordrate, zu einer der gefährlichsten Städte der Welt. Im Jahr 2018 wurde die Stadtpolizei durch das Militär entmachtet, da die Polizei selbst von Bandenmitgliedern durchsetzt und an Entführungen von Personen beteiligt war.
Am 7. September 2021 wurde Acapulco von einem starken Erdbeben erschüttert. Das Beben der Stärke 7,0 ereignete sich 18 Kilometer nordöstlich der Stadt. Es verursachte erheblichen Schaden und kostete zehn Menschenleben.
Hurrikan Otis sorgte 2023 für weitreichende Zerstörung von Gebäuden und Infrastruktur, als er die Stadt am 25. Oktober mit Windgeschwindigkeiten von 260 km/h traf.

## Geografie
Acapulco liegt an der Pazifikküste rund 300 km südwestlich von Mexiko-Stadt. Die Stadt wurde auf einem schmalen Streifen gegründet, der kaum eine halbe Meile breit ist. Sie liegt zwischen der Küste und den hohen Bergen, die die tiefe, halbrunde Bucht im Norden und Osten umschließen. Jenseits dieser Berge im Nordosten, im Einzugsgebiet der Laguna Tres Palos, erstreckt sich die dichtbesiedelte Ciudad Renacimiento (übersetztː Wiedergeburtsstadt), eine immer schneller wachsende Stadterweiterung von Acapulco, wo die einfachen Leute leben. Diese explodierende Stadtentwicklung zieht weiter längs des Río La Sabana, immer hinter den Bergen im Osten der Bucht von Acapulco bis hin zur Bucht von Puerto Marqués. Zu nennen sind hierunter anderem weitere Stadtviertel, wie Heroes de Guerrero, La Sabana, 5 de Mayo, Nicolás Bravo, El Coloso, El Cacayo, Llano Largo, Joyas del Marqués y otros. Das Abwasser dieses immer schnelleren Wachstums der Urbanisierung fließt weder in die Bucht von Acapulco, noch in die Bucht von Puerto Marqués, sondern strömt über den Río La Sabana in den kaum touristisch erschlossene Laguna (See) Tres Palos, welcher wie eine große natürliche Kläranlage funktioniert und seine eigene Mündung in den Pazifik hat, weit entfernt (östlich) der touristischen Entwicklung, östlich von San Andrés Playa Encantada.
In der Bucht von Acapulco liegt eine kleinere Insel, die Isla El Morro ca. 200 m vom Strand entfernt. Weiter außerhalb vor der Bucht befindet sich die Insel La Roqueta. Im Südosten um die Halbinsel vom Siedlungsgebiet Las Brisas herum erstreckt sich die Bucht vom Puerto Marqués, welche im Süden von der schmalen Halbinsel Punta Diamante umschlossen wird.   Das Gemeindegebiet umfasst eine Fläche von 1882,6 km² und enthält auch viele kleinere Orte, die sich außerhalb des eigentlichen Stadtgebiets befinden.
Das Klima ist tropisch, mit ganzjährig hohen bis sehr hohen Temperaturen um 27 °C. 16 km lange Sandstrände bieten gute Bedingungen für den Tourismus. Niederschlag konzentriert sich im Nordsommer, während der Nordwinter meist trocken und sonnig ist.
Acapulco teilt sich in Acapulco tradicional mit dem Hafen und der Altstadt sowie Acapulco dorado, der kilometerlangen Meile mit den Hochhäusern und Luxushotels. In den letzten Jahren wurde die Stadt im Süden (Acapulco diamante) mit neuen Luxushotels erweitert.
Hauptstrände sind Playa Icacos und Playa La Condesa. Nebenstrände sind der Playa Caleta und der Pie de la Cuesta. Außerhalb befindet sich im Süden die Strandbucht Puerto Marques.
|                       | Jan  | Feb  | Mär  | Apr  | Mai  | Jun   | Jul   | Aug   | Sep   | Okt   | Nov  | Dez  |   |         |
| Mittl. Tagesmax. (°C) | 30,3 | 30,4 | 30,3 | 30,7 | 31,5 | 31,9  | 32,3  | 32,2  | 31,6  | 31,7  | 31,5 | 31,0 | ⌀ | 31,3    |
| Mittl. Tagesmin. (°C) | 23,3 | 23,5 | 23,6 | 24,0 | 25,2 | 25,1  | 25,0  | 25,0  | 24,8  | 25,1  | 24,9 | 24,1 | ⌀ | 24,5    |
|                       |      |      |      |      |      |       |       |       |       |       |      |      |   |         |
| Niederschlag (mm)     | 13,1 | 3,3  | 1,2  | 4,3  | 22,6 | 261,2 | 243,0 | 280,3 | 298,8 | 127,5 | 17,0 | 11,6 | Σ | 1.283,9 |
|                       |      |      |      |      |      |       |       |       |       |       |      |      |   |         |
| Sonnenstunden (h/d)   | 8,8  | 8,8  | 9,3  | 9,1  | 8,1  | 6,9   | 7,2   | 7,4   | 6,5   | 7,9   | 8,6  | 8,2  | ⌀ | 8,1     |
|                       |      |      |      |      |      |       |       |       |       |       |      |      |   |         |
| Regentage (d)         | 1,0  | 0,5  | 0,2  | 0,3  | 2,5  | 12,9  | 12,0  | 13,3  | 14,3  | 7,9   | 1,7  | 1,0  | Σ | 67,6    |
|                       |      |      |      |      |      |       |       |       |       |       |      |      |   |         |
| Wassertemperatur (°C) | 25   | 25   | 25   | 26   | 27   | 28    | 28    | 29    | 28    | 28    | 27   | 26   | ⌀ | 26,8    |
|                       |      |      |      |      |      |       |       |       |       |       |      |      |   |         |
| Luftfeuchtigkeit (%)  | 75   | 74   | 74   | 75   | 74   | 76    | 76    | 76    | 78    | 78    | 76   | 76   | ⌀ | 75,7    |

| 23,3 |

| 23,5 |

| 23,6 |

| 24,0 |

| 25,2 |

| 25,1 |

| 25,0 |

| 25,0 |

| 24,8 |

| 25,1 |

| 24,9 |

| 24,1 |

| 23,3 |

| 23,5 |

| 23,6 |

| 24,0 |

| 25,2 |

| 25,1 |

| 25,0 |

| 25,0 |

| 24,8 |

| 25,1 |

| 24,9 |

| 24,1 |

## Fuerte de San Diego
Die Etablierung der Handelswege von Spanien über Mexiko zu den Philippinen und nach China verhalf Acapulco zu einem wichtigen Hafen und der vorgelagerten Pazifikregion zu häufigem Schiffsverkehr. Die Waren aus dem asiatischen Raum wurden von Acapulco aus über Land nach Veracruz gebracht und von dort weiter nach Spanien verschifft. Das hatte zur Folge, dass Piraten nun nicht nur in der Karibik, sondern auch im östlichen Pazifikraum agierten. Sie beraubten die Schiffe der spanischen Konquistadoren bereits vor dem Eintreffen in Acapulco und überfielen die Stadt mehrmals. Um den Warenverkehr und die Stadt zu schützen, ließen die Konquistadoren 1615 die Festung Fuerte de San Diego errichten. Verantwortlich für die Architektur war Adrián Boot, der schon entscheidend am Bau der Fuerte de San Juan de Ulúa in Veracruz, dem Pendant auf der karibischen Seite des Handelsweges, beteiligt war. Nach zweijähriger Bauzeit schützte das Bauwerk für über 150 Jahre den Handelsverkehr der Spanier, bis 1776 ein starkes Erdbeben die Festung zerstörte. Zwei Jahre später begann zwar der Wiederaufbau, aber der Hafen erlangte nicht wieder seine alte Bedeutung, auch deshalb, weil die Engländer inzwischen zur wichtigsten Seemacht aufgestiegen waren und die Handelswege von Europa nach Asien kontrollierten.
Während des mexikanischen Unabhängigkeitskrieges gegen Spanien nahm José María Morelos mit seinen Truppen 1813 die Festung mit einem Nachtangriff ein. Sie diente später als Kaserne, Krankenhaus und Gefängnis. Heute ist ein großzügiges Museum in ihr untergebracht. Themen sind außer der eigenen Geschichte die der spanisch- und mexikanisch-asiatischen Handelsverbindungen sowie diverse Piraten-Studien. Die Ausstellungen sind durch eine Klimaanlage gegen die große Hitze und die hohe Luftfeuchtigkeit in Acapulco geschützt.
Vom Zócalo, dem traditionellen zentralen Platz mexikanischer Städte, sind es nur zehn Minuten Fußweg bis zur Fuerte de San Diego. Das Bauwerk liegt immer noch direkt am Hafen, nur durch eine Straße vom Anleger für die großen Kreuzfahrtschiffe getrennt.

## Bevölkerung
Laut der Volkszählung 2005 zählte die Bevölkerung des städtischen Ballungsraumes 616.394 Einwohner, während in der Verwaltungsgemeinde 717.766 Menschen lebten. Der Ferienort Stadt Acapulco ist die größte Stadt im Bundesstaat, weit größer als die Landeshauptstadt Chilpancingo. Außerdem ist Acapulco eine schnell wachsende Metropole. Nach Angaben der Stadtverwaltung wächst die Bevölkerung um jährlich 2,1 Prozent, was erhebliche (belastende) Auswirkungen auf die Infrastruktur hat: Etwa ein Viertel der Einwohner habe keinen Zugriff auf Wasser- oder Stromversorgung. 10,4 Prozent sind Analphabeten (Quelle: Municipio de Acapulco de Juárez).
Acapulcos Bevölkerung setzt sich aufgrund seiner wirtschaftlichen Anziehungskraft zu einem großen Teil aus Migranten aus dem Bundesstaat Guerrero zusammen.

### Söhne und Töchter der Stadt
- Mario Ruiz Massieu (1950–1999), Botschafter
- Marcia Arriaga (* 1955), Schwimmerin
- Edmundo Díaz (* 1965), Kameramann
- Jorge Campos (* 1966), Fußballtorhüter
- Nicky Katt (1970–2025), Schauspieler
- Paloma Jiménez (* 1983), Fotomodell
- El Hijo del Fantasma (* 1984), Wrestler
- Miriam Castillo (* 1992), Fußballspielerin
- Marco Mondragón (* 1995), Opernsänger
- Alex Hernández (* 1999), Tennisspieler

### Berühmte Bewohner von Acapulco
- Mario Moreno Cantinflas (1911–1993), mexikanischer Film-Komiker
- Johnny Weissmüller (1904–1984), Hollywoods Film-Tarzan, starb hier
- B. Traven (1882–1969), deutscher Schriftsteller, lebte 20 Jahre in Acapulco
- Teddy Stauffer (1909–1991), Schweizer Swingmusiker, lebte von 1946 bis zu seinem Tod 1991 hier
- John Wayne (1907–1979), US-Schauspieler
- Jane Bowles (1917–1973) und Paul Bowles (1910–1999), Schriftsteller-Ehepaar, lebte in den 1940er Jahren einige Jahre hier
- Malcolm Lowry (1909–1957), Autor von Unter dem Vulkan, betrat in Acapulco mexikanischen Boden

## Tourismus und Kriminalität
Die Anziehungskraft als Ferienort begann bereits in den 1930er Jahren, als geschichtsträchtige Hotels wie El Mirador und Los Flamingos entstanden. Seine Hochzeit als Tourismuszielort erlebte Acapulco in den 1960er und 1970er Jahren. Nach der Revolution auf Kuba baute die US-amerikanische Tourismusindustrie das von Los Angeles drei Flugstunden entfernt liegende Acapulco als Vergnügungsort auf. Prominenz aus dem Showgeschäft legte sich dort Ferienwohnsitze zu. US-Hotelketten bauten Großhotels direkt am Strand.
Acapulco verlor in den 1990er Jahren jedoch an Attraktivität, da Umweltverschmutzung und Kriminalität überhandnahmen. Seit Beginn des Drogenkriegs in Mexiko im Jahr 2006 kämpfen auch in Acapulco rivalisierende Drogenkartelle um die Vorherrschaft in der Stadt, sodass die Alltagskriminalität zunahm.
Die Gewalt hat vor allem ausländische Touristen abgeschreckt: Legten bis 2010 jährlich noch 120 bis 140 Kreuzfahrtschiffe in Acapulco an, war die Zahl 2012 auf 14 gesunken. Seit 2023 legen keine Kreuzfahrtschiffe mehr an.
Zwischen 2008 und 2012 brach die Zahl der ankommenden Flugpassagiere von 90.000 auf 21.000 ein. 
Von den vorhandenen 78.000 Hotelbetten sind derzeit nur 10.000 nutzbar.
Mexikanische Retorten-Urlaubsstätten wie Cancún oder das südliche Baja California liefen Acapulco den Rang ab, da in jenen Städten die touristischen Zonen getrennt vom täglichen mexikanischen „Überlebenskampf“ angelegt wurden.
In der Umgebung von Acapulco wurden vom Bürgerrechtler Miguel Ángel Jiménez Blanco und Helfern von Oktober 2014 bis Juli 2015 insgesamt 129 vergrabene Leichen entdeckt. Blanco selbst wurde am 8. August 2015 erschossen.
Gemessen an der Mordrate ist Acapulco seit 2016 eine der gefährlichsten Städte der Welt. 2016 kamen auf 700.000 Einwohner 916 Morde, damit führte die Stadt die Liste der Städte in Mexiko mit den meisten Opfern pro Einwohner bereits das fünfte Jahr in Folge an.
Im Jahr 2018 war Acapulco, gemessen an den Tötungsdelikten, nach Tijuana die zweitgefährlichste Stadt der Welt. Die Mordrate in der ehemaligen Touristenstadt lag 2018 bei 110,5 Morden pro 100.000 Einwohnern. Im Jahr 2018 wurde die Stadtpolizei durch das Militär entmachtet, da die Polizei selbst von Bandenmitgliedern durchsetzt und an Entführungen von Personen beteiligt war.

## Wirtschaft
Der Seehafen Acapulco ist ein wichtiger Anlaufhafen für die Schifffahrt. Kreuzfahrtschiffe laufen zwischen Panama und San Diego, Los Angeles und San Francisco, Kalifornien, USA, regelmäßig ein. Vom Hafen der Stadt werden vor allem landwirtschaftliche Erzeugnisse wie Zuckerrohr, Baumwolle, Tabak und Kaffee verschifft. Der Flughafen Acapulco bietet vor allem Inlandsflüge.
Die Stadt war der Schauplatz von etwa 250 Filmen.
Am 12. November 2012 erklärte der im September 2012 ins Amt gekommene Bürgermeister Luis Walton die Stadt für «technisch bankrott». Gemäß Walton beträgt der Schuldenstand umgerechnet 130 Millionen Euro.

## Trivia
- Acapulco ist berühmt für seine Klippenspringer. Man findet sie bei den Klippen La Quebrada (Karte). Sie springen zu bestimmten Tageszeiten aus ca. 35 Metern Höhe in die in regelmäßigen Abständen heranflutenden Wellen des Pazifik.
- „Mr. Acapulco“ ist der emigrierte Schweizer Swingmusiker Teddy Stauffer, der vielerlei Prominenz nach Acapulco zog,[12] z. B. Frank Sinatra, John Wayne oder Rita Hayworth.
- 1957 heiratete Liz Taylor in Acapulco den Filmproduzenten Mike Todd
- Die Handlung eines Elvis-Presley-Films aus dem Jahr 1963 spielt in Acapulco und trägt den Titel „Acapulco“.
- 1967 wurde der deutsche Thriller 48 Stunden bis Acapulco mit Dieter Geißler und Christiane Krüger unter der Regie von Klaus Lemke gedreht.
- Von der Musikband Ricchi e Poveri erschien 1983 ein Lied mit dem Namen „Acapulco“, welches auf dem Album „Voulez-vous danser“ veröffentlicht wurde.
- Von der Musikband Four Tops erschien 1989 ein Lied mit dem Namen „Loco in Acapulco“, welches von Phil Collins geschrieben wurde.
- Von der Musikband Die Flippers erschien 1989 ein Lied mit dem Namen „Acapulco“.
- Die Protagonisten des Films Fear and Loathing in Las Vegas bestehen vor ihrem Ausflug nach Las Vegas darauf, „Acapulco-Hemden“ zu tragen.
- Bob Dylan veröffentlichte den Song „Going to Alcapulco“, der für den Film „I’m not there“ durch Calexico und Jim James neu aufgenommen wurde.
- Der Sänger Peter Fox singt in dem Lied „Der letzte Tag“ aus dem Album „Stadtaffe“ von Acapulco.
- Das Love Boat (Serie) legt des Öfteren in Acapulco an.

## Städtepartnerschaften
- Manila, Philippinen (seit 1969)
- Sendai, Japan (seit 1973)
- Onjuku, Japan (seit 1978)
- Netanja, Israel (seit 1980)
- Qingdao, Volksrepublik China (seit 1985)
- Québec, Kanada (seit 1986)
- Neapel, Italien (seit 1986)
- Beverly Hills, Vereinigte Staaten (seit 1988)
- Cannes, Frankreich (seit 1998)
- Arequipa, Peru (seit 1998)
- Gold Coast, Australien (seit 2000)
- Panaji, Indien (seit 2002)
- Riad, Saudi-Arabien (seit 2003)
- Santa Ana, Vereinigte Staaten (seit 2005)
- Puerto Vallarta, Mexiko (seit 2007)
- Ordizia, Spanien (seit 2008)
- Sotschi, Russland (seit 2009)
- McAllen, Vereinigte Staaten (seit 2009)
- Cuernavaca, Mexiko (seit 2010)
- Jalta, Ukraine (seit 2010)
- Guanajuato, Mexiko (seit 2010)
- Ha Long, Vietnam (seit 2011)
- Larnaka, Republik Zypern (seit 2011)
- Baku, Aserbaidschan (seit 2011)
- Boca del Río, Mexiko (seit 2012)
- Puerto Quetzal, Guatemala (seit 2012)
- Sosúa, Dominikanische Republik (seit 2012)
- Eilat, Israel (seit 2012)
- Callao, Peru (seit 2012)
- Bandar-e Torkaman, Iran (seit 2012)